# Solenoppia diaphora
Solenoppia diaphora är en kvalsterart som först beskrevs av Wallwork 1964.  Solenoppia diaphora ingår i släktet Solenoppia och familjen Oppiidae. Inga underarter finns listade i Catalogue of Life.